# Паньковка 2-я
Панько́вка-2 — посёлок в Новоснежнинском муниципальном образовании Слюдянского района Иркутской области.

## География
Находится в 100 метрах к югу от берега озера Байкал при одноимённом остановочном пункте Восточно-Сибирской железной дороги, на Транссибе, между Мурино и Выдрино. Останавливаются электрички.
Паньковка 2-я — самый южный населенный пункт Иркутской области.
В 500 метрах к югу от посёлка проходит федеральная автомагистраль Р258 «Байкал».
От Паньковки начинаются маршруты в южном направлении на одноимённые клюквенные болота, популярные среди жителей Байкальска в августе и сентябре. На Байкале здесь есть песчаные пляжи из бордового гранатового песка.

## Население
| 2002 | 2010 | 2011 | 2012 |
| ---- | ---- | ---- | ---- |
| 22   | ↘10  | →10  | ↗16  |